# Sung Yu-chi
Sung Yu-chi (n. 16 ianuarie 1982, 樹林區⁠(d), 臺北縣⁠(d), Taiwan) este un taekwondist ce a reprezentat Taiwan, medaliat olimpic. A participat la o ediție a Jocurilor Olimpice (2008) în care a câștigat o medalie de bronz.